# Adeonellopsis tuberculata
Adeonellopsis tuberculata är en mossdjursart som först beskrevs av Busk 1884.  Adeonellopsis tuberculata ingår i släktet Adeonellopsis och familjen Adeonidae. Inga underarter finns listade i Catalogue of Life.